# Jan Koster (politicus)
Jan Koster (Amsterdam, 13 juni 1875 – Bonn, 12 januari 1935) was een Nederlands ingenieur en politicus.
Jan Koster was een liberaal Eerste Kamerlid en mijnbouwingenieur, die zorgvuldig opgestelde en goed gedocumenteerde redevoeringen hield. Hij woonde en werkte als 'noorderling' vijfentwintig jaar in Zuid-Limburg. In het interbellum was hij een van de weinige niet-katholieke leden van de Limburgse Staten en van de Heerlense gemeenteraad. Hij was de voorman van de Vrijheidsbond in Limburg.
In Heerlen liet Koster Villa Eikhold bouwen.
Verder: Ter herdenking, De Ingenieur 50 (1935)
- Biografisch Portaal: 53377025
- Parlement.com: vg09ll2h19wt